# Weingarten, Württemberg
Weingarten är en stad  i Baden-Württemberg i Tyskland.
Kommunen ingår i kommunalförbundet Mittleres Schussental tillsammans med städerna Ravensburg och kommunerna Baienfurt, Baindt och Berg.